# Moloy
Moloy é uma comuna francesa na região administrativa da Borgonha-Franco-Condado, no departamento de Côte-d'Or. Estende-se por uma área de 19,09 km². Em 2010 a comuna tinha 236 habitantes (densidade: 12,4 hab./km²).